# Gmina zbiorowa Sottrum
Gmina zbiorowa Sottrum (niem. Samtgemeinde Sottrum) – gmina zbiorowa położona w niemieckim kraju związkowym Dolna Saksonia, w Rotenburg (Wümme). Siedziba administracji gminy zbiorowej znajduje się w miejscowości Sottrum.

## Podział administracyjny
Do gminy zbiorowej Sottrum należy siedem gmin:
1. Ahausen
2. Bötersen
3. Hassendorf
4. Hellwege
5. Horstedt
6. Reeßum
7. Sottrum